# Akademiska bokhandeln
Akademiska Bokhandeln, fi. Akateeminen kirjakauppa, populärt Akademen, är en finländsk kedja av bokhandlar som tillhör Bonniers sedan 2015. 1930–2015 ingick i Akademiska Bokhandeln i Stockmann-koncernen.
Akademiska Bokhandeln grundades som ett självständigt bolag men köptes upp av Stockmann år 1930. Bokhandeln har ett brett utbud litteratur på finska och svenska, samt även på andra språk, såsom engelska. Dessutom säljer man tidningar, samt pappers- och kontorsprodukter.

## Historia
Akademiska Bokhandeln grundades av Alvar Renqvist och Gösta Branders. Bokhandeln öppnade på Alexandersgatan i Helsingfors den 18 juli 1893. Branders tog 1897 över hela verksamheten och blev vd. 1917-1919 var Victor Hoving majoritetsägare. I och med Stockmanns köp av Akademiska Bokhandeln 1930 flyttade verksamheten till Alexandersgatan 52.

### Bokhuset i Helsingfors
I Helsingfors centrum finns Akademiska Bokhandeln i Bokhuset på Centralgatan. Byggnaden är ritad av Alvar Aalto och blev klar år 1969. Bokhandeln upptar två våningar medan andra företag fungerar i de övre våningarna. Bokhuset ses av många som en av Nordens finaste bokhandlar.

## Orter
Akademiska Bokhandlar finns i:
- Helsingfors centrum
- Hagalund i Esbo
- Tammerfors
- Åbo
- Akademiska Bokhandeln i Åbo 2023.Vasa[4]

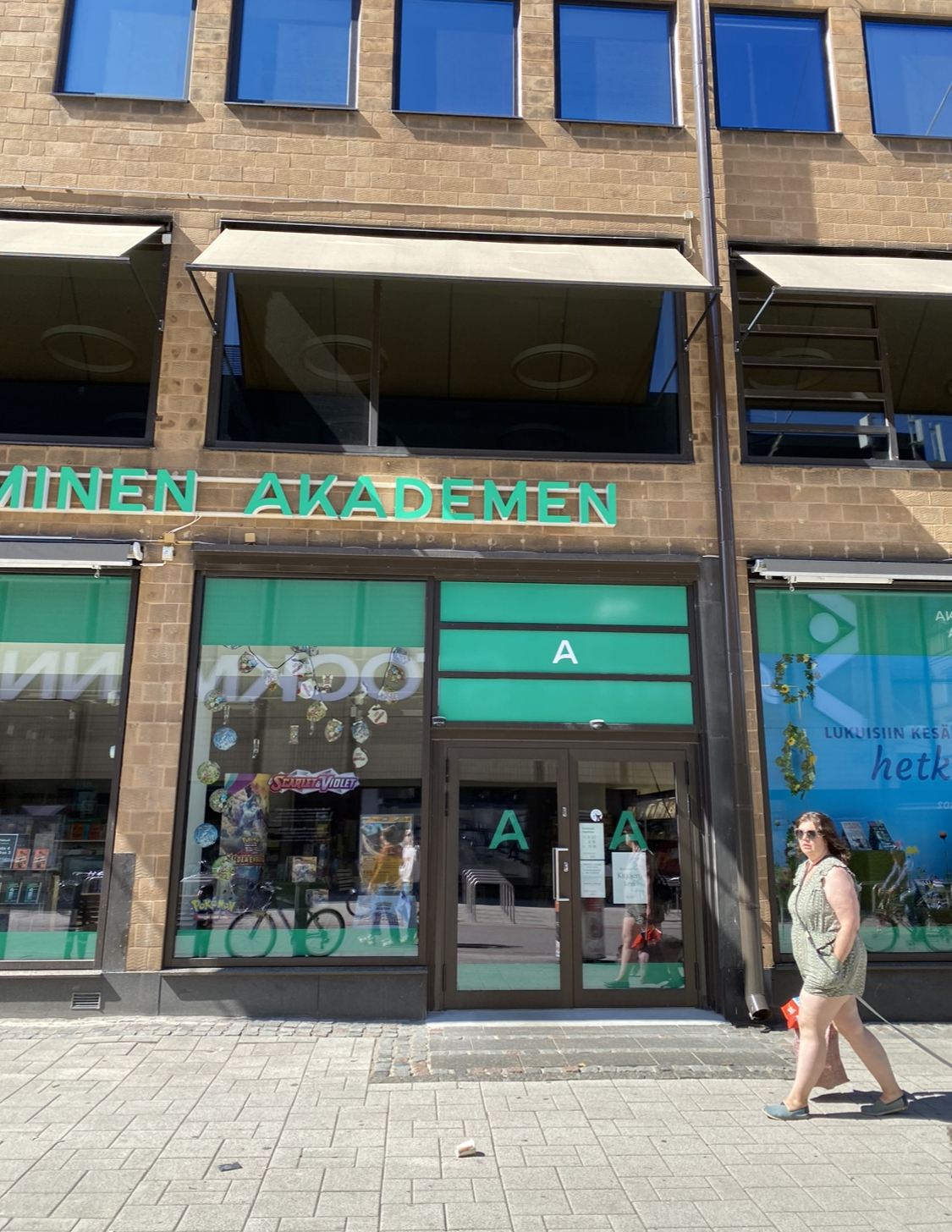
Akademiska Bokhandeln i Åbo 2023.

Tidigare fanns Akademen i Östra centrum i Helsingfors, Köpcentret Jumbo i Helsingfors, Jyväskylä, Uleåborg, Joensuu, Villmanstrand och Kuopio.

## Akademens bokpriser

### Akademens Skugg-Finlandia
Ett slags svar på det officiella Finlandiapriset. Akademens pris utdelas till mest säljande bok.

### Akademens populäraste debutverk
Akademiska Bokhandeln delar varje år ut ett pris för mest sålda debutverk. Prissumman är på 1000 euro.